# Ixtacapan
Ixtacapan är en ort i Mexiko.   Den ligger i kommunen Zacapoaxtla och delstaten Puebla, i den sydöstra delen av landet, 160 km öster om huvudstaden Mexico City. Ixtacapan ligger 2 338 meter över havet och antalet invånare är 348.
Terrängen runt Ixtacapan är kuperad. Runt Ixtacapan är det ganska tätbefolkat, med 129 invånare per kvadratkilometer. Närmaste större samhälle är Zaragoza, 4,6 km öster om Ixtacapan. I omgivningarna runt Ixtacapan växer huvudsakligen savannskog.